# Johann Balthasar Christian Freislich
Johann Balthasar Christian Freislich (auch Freißlich, Fraißlich, getauft am 30. März 1687 in Immelborn bei Bad Salzungen; † 17. April 1764 in Danzig) war ein deutscher Komponist, Kapellmeister und Organist.

## Leben und Wirken
Johann Balthasar Freislich, Sohn eines Pfarrers, erhielt seine musikalische Ausbildung vermutlich am Hof von Sachsen-Meiningen. Die dortige Hofkapelle stand zu dieser Zeit unter der Leitung von Georg Caspar Schürmann. Ab 1709 studierte Freislich in Jena. 1714 erhielt er eine Anstellung als Hoforganist beim Fürsten von Schwarzburg-Sondershausen, wo er auch den Schuldienst versehen musste, 1716 erfolgte die Ernennung zum Hofkapellmeister. Sein Dienstherr sandte ihn für ein Jahr nach Dresden, um bei Pantaleon Hebenstreit das Spiel des neu entwickelten Pantaleons zu erlernen. 
Ab 1731, bis zu seinem Tod, war Freislich in Nachfolge seines Halbbruders Maximilian Dietrich Freislich, Kapellmeister an der Marienkirche, der Hauptkirche in Danzig. Freislich gilt als einer der Lehrer von Johann Gottlieb Goldberg. Nachfolger an der Marienkirche wurde sein Schwiegersohn Friedrich Christian Mohrheim (1719–1780), ein Schüler Johann Sebastian Bachs.

## Werk
Freislich komponierte zahlreiche weltliche und kirchliche Kantaten, Passionsvertonungen wie die Brockes-Passion und ein Bühnenwerk, die verschollene Operina Die verliebte Nonne. Von den meisten Kantaten sind lediglich die Texte überliefert. Bekannt ist ein einziges, verschollenes Instrumentalwerk, eine Sonate für Violine und Cembalo, die in der 2. Hälfte des 18. Jahrhunderts im Katalog von Breitkopf & Härtel geführt wurde. 
Die für die Danziger Marienkirche geschriebenen größeren Werke zeichnen sich durch einen prunkvollen und monumentalen Stil aus. Ähnlich wie bei seinem Vorgänger Johann Valentin Meder arbeitete er dabei mit dem Einsatz von zwei Chören. Veronika Skuplik fand Abschriften der Kantaten Ich will den Herrn loben allezeit und Fürchte Dich nicht, ich bin bei dir in der Danziger Bibliothek und hat daraus Material für eine Aufführung am 20. September 2015 in der Ansgari-Kirche Oldenburg hergestellt.

## Tonträger
- Cantata an dem hohen Geburtsfeste des Herrn Augusti III. Könige in Polen, FreisWV E 17; Capella Gedanensis unter Alina Kowalska-Pińczak (Futurex Classics FCD 01216)
- Passion Christi. Der für die Sünde der Welt Gemarterte und Sterbende Jesus (Brockes-Passion), FreisWV C 4; Goldberg Baroque Ensemble unter Leitung von Andrzej Mikolaj Szadejko (sarton RECORDS, Warschau, Polen 2012), Text: Barthold Heinrich Brockes
- Er ist darum für alle gestorben, Cantata Feria II da Paschali, FreisWV A 81; Der Tod ist verschlungen in den Sieg, Cantata Feria 1ma Paschali, FreisWV A 80; Goldberg Baroque Ensemble unter Leitung von Andrzej Mikolaj Szadejko (sarton RECORDS, Warschau, Polen 2013)
- Jauchzet dem Herrn alle Welt, dienet dem Herrn mit Freuden, FreisWV B 45, Gott ist die Liebe, Cantata post Sacram Coenam, FreisWV B 1, Das ist meine Freude, FreisWV B 44; Goldberg Baroque Ensemble unter Leitung von Andrzej Mikolaj Szadejko (Musikproduktion Dabringhaus und Grimm, Detmold 2017)

## Belege
1. ↑  Robert Eitner: Biographisch-bibliographisches Quellen-Lexikon der Musiker und Musikgelehrten. Band 4. 1901, S. 69; Textarchiv – Internet Archive.
2. ↑  François-Joseph Fétis: Biographie universelle des musiciens et bibliographie génèrale de la musique. Band 19. 1862, S. 329; Textarchiv – Internet Archive
3. ↑  Karla Neschke: Freislich, Johann Balthasar Christian. In: Ludwig Finscher (Hrsg.): Die Musik in Geschichte und Gegenwart. Zweite Ausgabe, Personenteil, Band 7 (Franco – Gretry). Bärenreiter/Metzler, Kassel u. a. 2002, ISBN 3-7618-1117-9, Sp. 58–61 (Online-Ausgabe, für Vollzugriff Abonnement erforderlich)

| Vorgänger                     | Amt                                                | Nachfolger                   |
| ----------------------------- | -------------------------------------------------- | ---------------------------- |
| Maximilian Dietrich Freislich | Kapellmeister der Marienkirche in Danzig 1731–1764 | Friedrich Christian Mohrheim |

| Personendaten    | Personendaten                                                                |
| ---------------- | ---------------------------------------------------------------------------- |
| NAME             | Freislich, Johann Balthasar Christian                                        |
| ALTERNATIVNAMEN  | Freißlich, Johann Balthasar Christian; Fraißlich, Johann Balthasar Christian |
| KURZBESCHREIBUNG | deutscher Komponist, Organist und Kapellmeister                              |
| GEBURTSDATUM     | getauft 30. März 1687                                                        |
| GEBURTSORT       | Immelborn (Thüringen)                                                        |
| STERBEDATUM      | 17. April 1764                                                               |
| STERBEORT        | Danzig                                                                       |